# Золотарёв, Иван Фёдорович
Иван Фёдорович Золотарёв (12 февраля 1922, Волчата, Вятская губерния — 1989, Чита) — капитан Рабоче-крестьянской Красной Армии, участник Великой Отечественной войны, Герой Советского Союза (1943).

## Биография
Иван Золотарёв родился 12 февраля 1922 года в деревне Волчата (ныне — Советский район Кировской области). Окончил девять классов школы. В 1938 году Золотарёв был призван на службу в Рабоче-крестьянскую Красную Армию. С 1941 года — на фронтах Великой Отечественной войны. К октябрю 1943 года старший лейтенант Иван Золотарёв был заместителем командира стрелкового батальона 479-го стрелкового полка 149-й стрелковой дивизии 65-й армии Центрального фронта. Отличился во время битвы за Днепр.
16 октября 1943 года Золотарёв с группой бойцов переплыл Днепр в районе посёлка Лоев Лоевского района Гомельской области Белорусской ССР и атаковал немецкие позиции, нанеся противнику большие потери.
Указом Президиума Верховного Совета СССР от 30 октября 1943 года за «образцовое выполнение боевых заданий командования на фронте борьбы с немецкими захватчиками и проявленные при этом мужество и героизм» старший лейтенант Иван Золотарёв был удостоен высокого звания Героя Советского Союза с вручением ордена Ленина и медали «Золотая Звезда» за номером 1522.
После окончания войны в звании капитана Золотарёв был уволен в запас. Проживал и работал в Воткинске, затем в Чите. Умер (точная дата неизвестна), похоронен в Чите.
Был также награждён орденом Отечественной войны 1-й степени (6.4.1985) и рядом медалей.

## Память

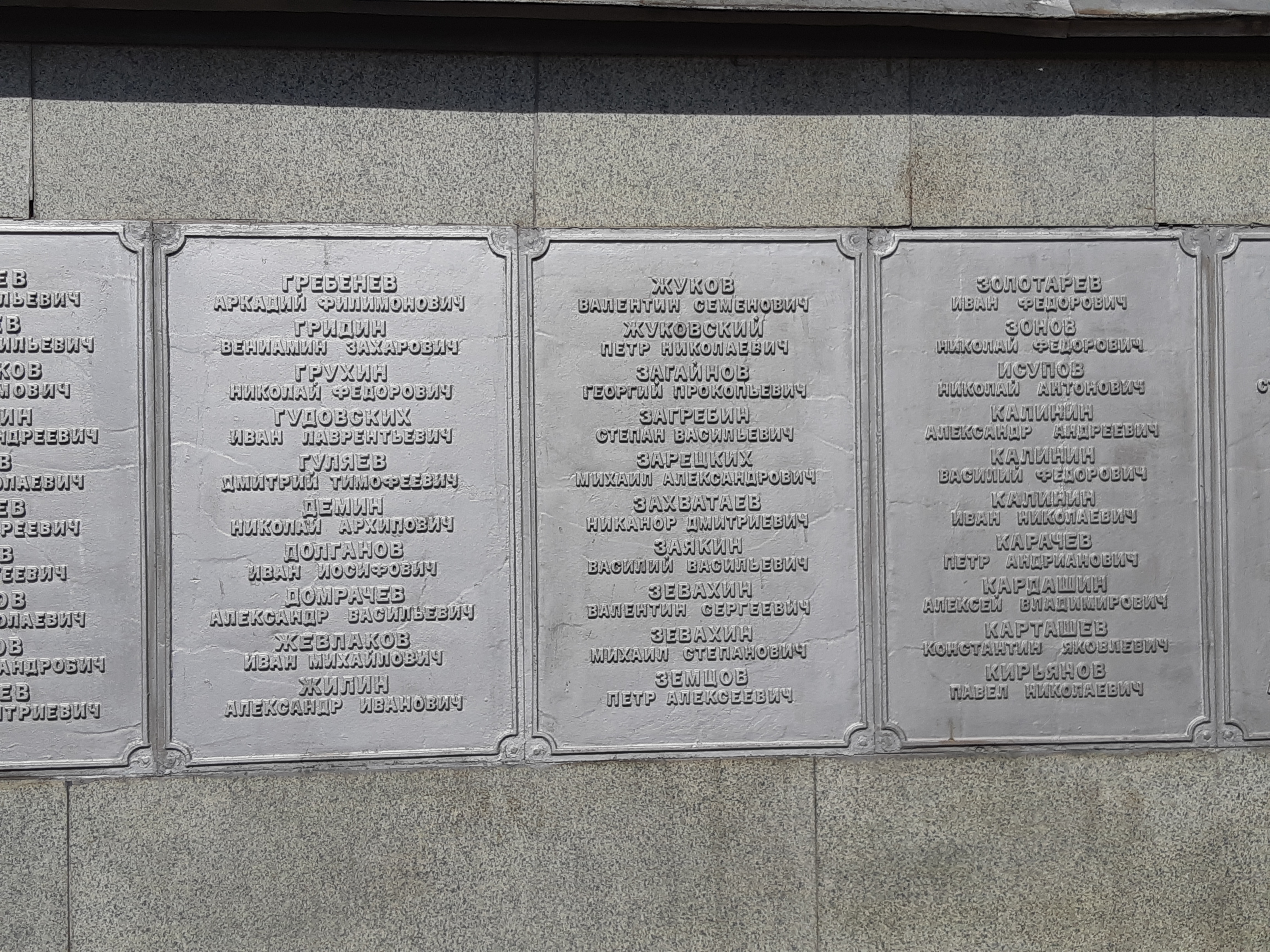
Имя Героя на мемориальной доске в парке Дворца пионеров г. Кирова

- Имя Героя увековечено на мемориальной доске в честь Героев Советского Союза — уроженцев Кировской области в парке Дворца пионеров города Кирова

- Имя Героя высечено золотыми буквами в зале Славы Центрального музея Великой Отечественной войны в Парке Победы города Москвы.

- На могиле героя установлен надгробный памятник.